# Fahéjszínű réce
A fahéjszínű réce (Anas cyanoptera) a madarak osztályának lúdalakúak (Anseriformes) rendjébe és a récefélék (Anatidae) családjába tartozó faj.

## Előfordulása
Észak-Amerikában és Dél-Amerikában  elterjedt, télen melegebb helyekre vonul, eljut Közép-Amerikába is. Tengerparton, füves mocsarakban, rizsföldeken él

## Alfajai
- Anas cyanoptera septentrionalium
- Anas cyanoptera tropica
- Anas cyanoptera borreroi – kihalt
- Anas cyanoptera orinomus
- Anas cyanoptera cyanoptera

## Megjelenése
Testhossza 38 centiméter, testtömege 350-400 gramm, a tojó valamivel kisebb és könnyebb a hímnél. Mindkét nemnek világoskék szárnyfoltja van. A hím madár  nászidőszakban rőtvörös, nyugalmi időszakban sötétbarna tollazatú, a tojó tollai inkább barnás színűek, márványos mintázattal.
|  |  |

## Életmódja
A vízben tótágast állva keresgéli növényi eredetű táplálékát, melyet a lemezes csőrével szűr ki.

## Szaporodása
Az aljnövényzetbe kisebb mélyedésbe készíti fészkét, melyet növényi anyagokkal és tollal bélel ki. Fészekalja 5-9 tojásból áll, a költési idő 25-26 nap. Kirepülési idő 7 hét.